# Satomi Yoshiyori
Satomi Yoshiyori (里見義頼?; 1543 – 1587) è stato un samurai del clan Satomi durante il periodo Sengoku.
Yoshiyori era terzo figlio di Satomi Yoshitaka e succedette a suo fratello maggiore Yoshihiro nel 1578. La sua successione fu contestata da Masaki Noritoki ed i due si sono scontrarono nel 1580; Noritoki sarebbe comunque stato assassinato l'anno successivo.
Governò relativamente tranquillo dal castello di Tateyama fino alla sua morte nel 1587.